# Murato
Murato (Muratu en langue corse) est une commune française située dans la circonscription départementale de la Haute-Corse et le territoire de la collectivité de Corse. Le village appartient à l'ancienne piève de San Quilico dont il est historiquement le chef-lieu, dans le Nebbio.

## Géographie

### Localisation
Murato est située à l'extrême sud du Nebbio, une région naturelle septentrionale de l'île, s'étendant au sud du golfe de Saint-Florent entre la Balagne et la plaine de la Marana. Au nord se trouve l'agglomération bastiaise, et au sud la Costiera.
Communes limitrophes

### Géologie et relief
La commune se situe dans l'En-Deçà-des-Monts (Cismonte en langue corse) ou « Corse schisteuse » au nord-est de l'île. Son sol repose en grande partie sur des gneiss du chaînon secondaire méridional de la Serra di Tenda.

« Au Nord-ouest des communes de Scolca, Volpajola et Campitello, il existe une masse extrêmement puissante de péridotite, de gabbro et de serpentine formant les monts de Cottone, de Spazzuolo, de Taffoni et fournissant des ramifications jusque vers Murato, Rutali et bien plus au Nord jusqu'au-delà d'Olmeta-di-Tuda. »

— D. Hollande in Géologie de la Corse, p. 102.
La superficie de la commune est de 2 038 ha, toute en zone montagneuse. Le point le plus bas (234 m) se situe au lieu-dit Sant' Anastasia au nord de la commune, et le plus haut (1 112 m) à Pinzelli, sur la même ligne de crête que Cima-a-u-Spazzolu (1 234 m Scolca) au sud.
La commune est traversée par la rivière Bevinco. Sur le versant le plus ensoleillé de sa vallée a été construit le village. L'ubac est vert, boisé. Face au village se situe la forêt d'Avillani sur le flanc nord du Battagliole (941 m). Le bas de la vallée est occupé par une grande châtaigneraie. Celle-ci est entretenue et exploitée (la farine de châtaigne de Murato est réputée).
Plus haut et à l'est, la forêt de Galghete « à cheval » sur Murato et Rutali. Une partie de celle-ci, 19,278 6 ha, est englobée dans la forêt territoriale de Stella couvrant les hauteurs du massif de Stella.

### Hydrographie
Le Bevinco qui prend sa source sous le nom de ruisseau de Teti sur Lento, à l'est du monte Reghia di Pozzo (1 469 m), puis celui de ruisseau de Figarella, traverse la commune dans un axe SO-NE. Il est le principal cours d'eau communal. Durant cette traversée, il reçoit les eaux de plusieurs affluents : ruisseau de Bussu, ruisseau de Forcali, ruisseau de Nepita, ruisseau de Sualello long de 2,6 km, et ruisseau de Felicione qui marque une partie des limites orientales de Murato.
Le ruisseau de Fornello (ou ruisseau de Salinelle) qui a sa source sur les flancs du monte Pietesco (698 m) situé à l'ouest du village, est un affluent du fleuve Aliso.

### Climat et végétation
Murato est soumis au climat méditerranéen, c’est-à-dire que les hivers y sont relativement doux et les étés chauds. Les précipitations sont faibles en été et très fortes en automne. Elles sont modérées le reste de l'année, variant de 60 mm à 80 mm selon les saisons. Le vent dominant est le liventu, un vent d’est fréquent et fort dans la région. Les vents d’ouest, nord-ouest et nord sont également forts, mais avec une fréquence moindre.
Commune de moyenne montagne avec une zone urbanisée comprise entre 500 et 550 m altitude, Murato est traversée par le Bevinco qui la partage en deux parties : 
- au nord, un secteur représentant environ un quart de sa superficie, peu accidenté, qui présente encore les traces d'un passé agro-pastoral : peu arboré à cause de la déforestation qui a permis la culture vivrière, avec des terrasses de culture abandonnées reprises par le maquis ; on y dénombre deux ponts génois qui permettaient la transhumance par-dessus le Bevinco : pont de Santa Lucia et pont de la Croix des 4 vents.
- au sud, un secteur plus pentu, très boisé, constitué d’un maquis plus ou moins dense à Arbousier et Bruyère arborescente et une forte densité de châtaigniers appartenant à l’étage méso-méditerranéen. Au-dessus de la châtaigneraie plantée au cours du passé par l’homme en substitution à des chênaies, sont les forêts de feuillus caducifoliés d'Avillani, de Vallu Grossu et de Galghete dont la partie orientale est intégrée dans la forêt territoriale de Stella.

### Voies de communication et transports

#### Accès routiers
L'accès routier principal est la route D 5 qui démarre au carrefour stratégique du col de Santo Stephano (San Stefanu) à 368 m d'altitude. La D 5 traverse le village pour rejoindre la vallée du Golo à Ponte-Novo (Castello-di-Rostino) via le col de Bigorno (885 m).
La D 305 permet également d'accéder au cœur de Murato via le village de Rutali distant de 6,5 km. C'est une étroite route sinueuse dont la jonction avec la D 82 (route reliant le rond-point dit du pont de fer à Saint-Florent au rond-point d'Ortale de Biguglia sur la RN 193), est située près du col de la Vierge (451 m - Olmeta-di-Tuda) sur la rive droite du Bevinco.
Enfin, depuis le nord-est de la commune traversé par la D 62, route reliant la RT 11 ex-RN 193 depuis le rond-point de Casatorra à Biguglia à la route D 81 (entrée orientale des Agriate) et qui passe au col de Santo Stefano, une bretelle permet d'arriver à Murato au lieu-dit San Michele.

#### Transports
Il existe des transports en commun sur la commune : taxis, transports en commun et transports touristique en autocars.
Le village est distant de 22 km de Bastia, la métropole régionale. La gare des Chemins de fer de la Corse la plus proche est celle de Biguglia à 14 km. L'aéroport le plus proche est celui de Bastia, distant de 27 km. Le port de commerce de Bastia se trouve à 28 km.

## Urbanisme

### Typologie
Murato est une commune rurale, car elle fait partie des communes peu ou très peu denses, au sens de la grille communale de densité de l'Insee,,,.
Par ailleurs la commune fait partie de l'aire d'attraction de Bastia, dont elle est une commune de la couronne. Cette aire, qui regroupe 93 communes, est catégorisée dans les aires de 50 000 à moins de 200 000 habitants,.

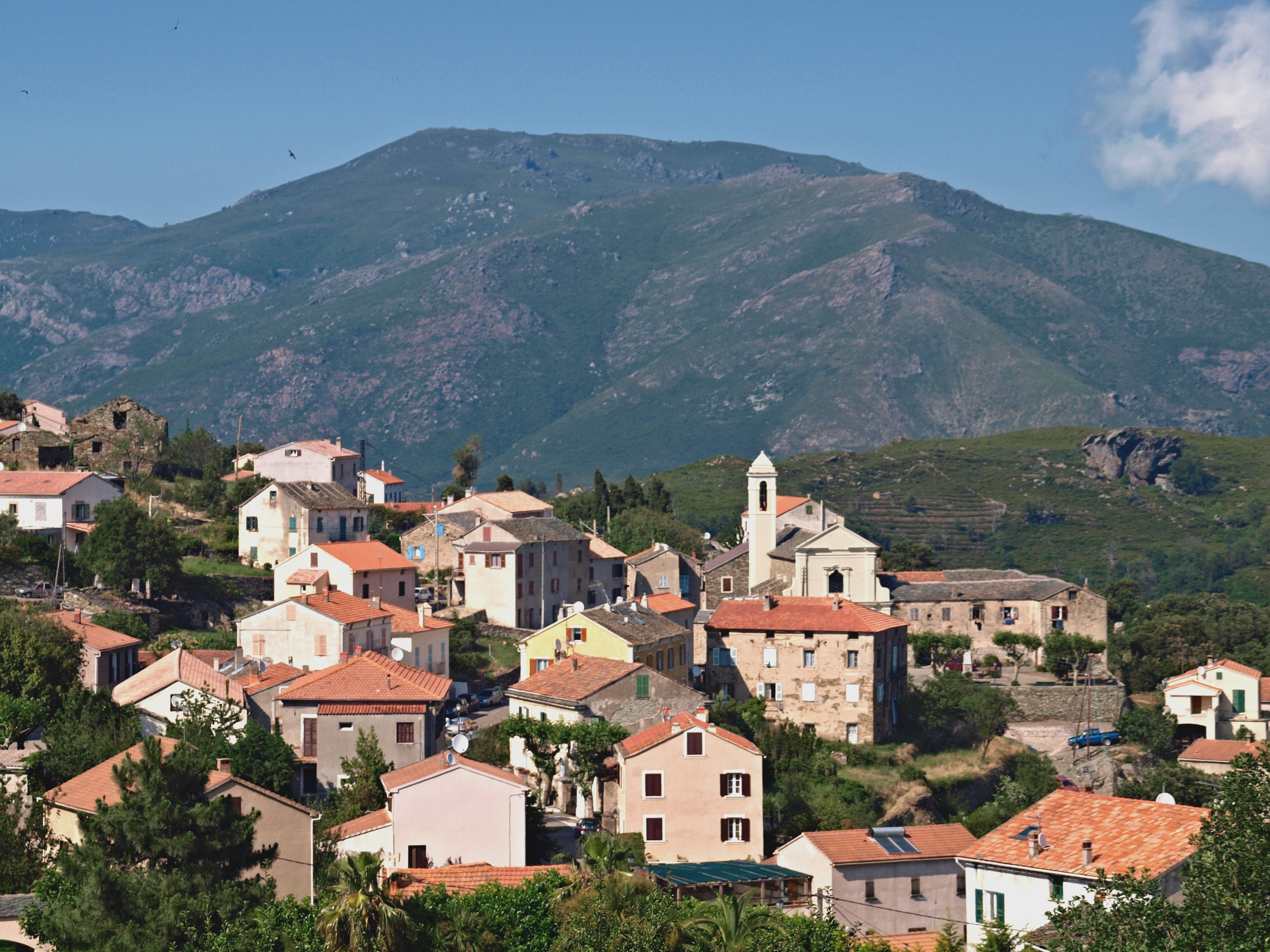
Vue du village.

Le village est construit à une altitude moyenne de 500 mètres (504 m à l’Incrucciata, carrefour central jonction des routes D5, D305 et rue menant au haut du village), sur l'adret de la rivière Bevinco. Le bâti se compose de maisons anciennes encore nombreuses aux murs de pierres apparentes et aux toits de lauzes mais aussi de maisons rénovées et de constructions nouvelles aux toits de tuiles rouges.
Il est constitué de plusieurs quartiers anciens et lieux-dits : Muratu Sopranu, Muratu Sottanu, Padulaccio, Cucinaja, Albarelle, Couvento, Milelli, Peru, San Giovanne, Costa di a Fornu, Campatile, Castagne, U Mucale, Poggiola, et du hameau de Patronale.
De l'église pisane du XIIe siècle aux trois ponts génois, églises et chapelles, en passant par les nombreux paghlaghji dans la campagne ainsi que les vieux édifices encore debout, fours, lavoirs et fontaines, l'Histoire de Murato traverse les différentes époques.
De nos jours, Murato est un gros bourg qui possède une école primaire publique, une brigade de la Gendarmerie nationale et un bureau de poste, où l'on trouve des commerces d'alimentation (boucherie, épicerie, boulangerie pâtisserie), des débits de boissons et de restauration ainsi qu'une entreprise d'autocars - taxi.
Le fait que le village soit seulement distant de 23 km de Bastia, la métropole départementale, et qu'il soit relié à la RT 11 (2x2 voies) par la récente D 82 dite route d'Ortale, permet aux personnes travaillant dans l'agglomération bastiaise de résider au village. Sa population était en 2006 de 586 habitants en hiver. Elle double en été.

### Occupation des sols
L'occupation des sols de la commune, telle qu'elle ressort de la base de données européenne d’occupation biophysique des sols Corine Land Cover (CLC), est marquée par l'importance des forêts et milieux semi-naturels (95,7 % en 2018), une proportion identique à celle de 1990 (95,8 %). La répartition détaillée en 2018 est la suivante : 
forêts (66,7 %), milieux à végétation arbustive et/ou herbacée (24,1 %), espaces ouverts, sans ou avec peu de végétation (4,9 %), zones agricoles hétérogènes (2,4 %), zones urbanisées (1,8 %). L'évolution de l’occupation des sols de la commune et de ses infrastructures peut être observée sur les différentes représentations cartographiques du territoire : la carte de Cassini (XVIIIe siècle), la carte d'état-major (1820-1866) et les cartes ou photos aériennes de l'IGN pour la période actuelle (1950 à aujourd'hui).

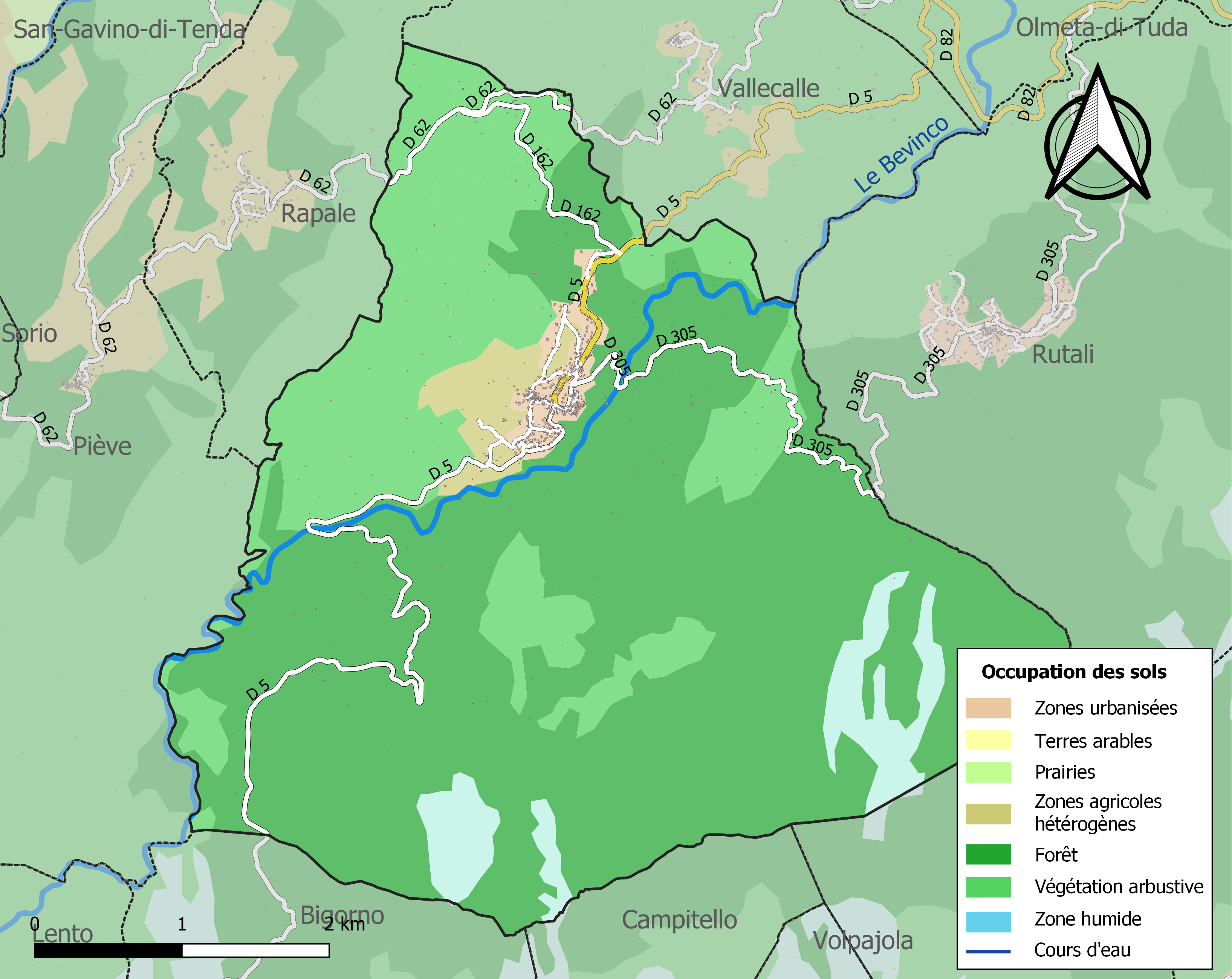
Carte des infrastructures et de l'occupation des sols de la commune en 2018 (CLC).

## Toponymie
Le nom de Murato dérive du mot mur avec le suffixe latin -atum, donnant le sens de « clos de murs ».

## Histoire

### Antiquité
Du temps des Romains, d'après Ptolémée, la Corse était habitée par douze nations. Les Cilebenses, que l'historien Xavier Poli préfère lire les Nibolensii, occupaient l'ancien pays du Nebbio. Cersunum et Ostricon étaient leurs principales civitates. Un des cinq évêques de la Corse avait sa résidence à Cersunum / Cathédrale de Nebbio.

### Moyen Âge
Au commencement du XIe siècle les Sarrasins, fortement éprouvés par les échecs subis en France et en Italie, avaient perdu du terrain en Corse. Petrus Cyrnæus écrira au XVe siècle : « les Pisans, dont la république était alors florissante, envoyèrent en Corse une flotte commandée par Lucio Aliata... Comme personne dans la noblesse n'osait plus affronter les Maures, un plébéien Alessio, se chargea, dit-on, de les combattre. Ayant débarqué à Saint-Florent, il coula, sous les yeux de son armée, sa flotte tout entière, afin de se rendre tout retour impossible et de donner à ses soldats plus de courage en face du danger. Il fallait, disait-il, vaincre ou mourir. Il attaqua les Maures, les vainquit dans une grande bataille et les chassa de l'île. C'est ainsi que les Corses furent soumis aux Pisans ». L'église San Michele de Murato fut construite au XIIe siècle par les Pisans.
Dans Voyage en Corse, Mérimée situait à Murato l'église Saint-Césaire du XIIIe siècle, considérée comme la jumelle de l'église San Michele, qui se trouve aujourd'hui sur la commune voisine de Rapale.
Remarque : quoique reprise sur Murato dans la base Palissy du ministère de la Culture, l'église Saint-Césaire est reprise sur la commune de Rapale sur un autre site du ministère de la Culture.

### Renaissance
Au XVIe siècle existait la piève de Santo Quilico, peuplée d'environ 2 000 habitants vers 1520. Les lieux habités étaient : Soriu, la Pieve, Zigliani, Rapalle, la Juncha, la Carasincha, Morato Sottano, Morato Soprano, Loreto, Petra di Loreto. Devenue la piève du Bevincu au XVIIIe siècle, elle sera en 1789 le canton de Murato.

### Temps modernes

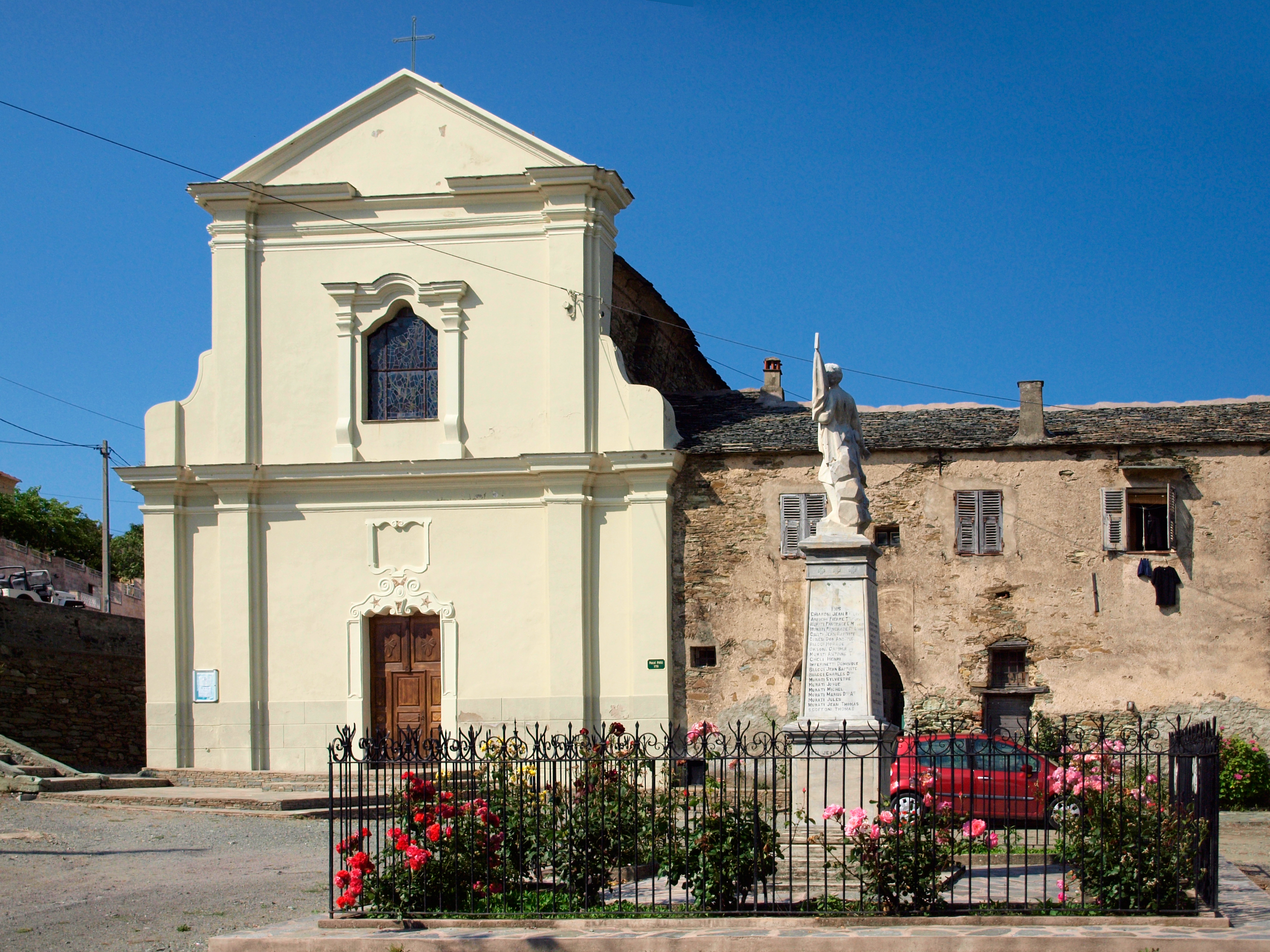
Église A Nunziata et l'ancien couvent.

1600-1769 : les de Marchetti étaient les seigneurs de Murato.
An 1600 : L’Aretta se dépeuple et Murato Supranu et Murato Suttanu se développent. Pour des raisons de commodité, l'église Saint-Jean-l’Évangéliste devient co-paroissiale avec l'église San Michele (Saint Michel), jugée désormais trop distante du gros de la population, d’autant plus qu’un nouveau quartier va naître autour du nouveau couvent construit par les moines récollets en 1615. L’église conventuelle dédiée à saint Michel et à l’Annonciation (A Nunziata) verra le jour au siècle suivant.

#### Couvent de Murato, Pascal Paoli et la frappe de la monnaie corse
Le couvent a eu une vie mouvementée au cours des révolutions de Corse.
En 1754, le père supérieur du couvent, Fra Giovanni, reçoit un billet signé de Giuseppe Doria, le tout nouveau gouverneur génois de Bastia qui le remercie pour son dévouement à la cause génoise.
En 1755, Pascal Paoli débarque en Corse et expulse les moines, il transforme le couvent en quartier général jusqu’en 1767.
Pourquoi Pascal Paoli choisit-il Murato ? Cette position à un tiers de route de Bastia permettait le verrouillage du Golo par la Costiera, des descentes rapides sur la citadelle de Saint-Florent et une surveillance aisée des abords de Bastia. En outre c’était le village de son lieutenant Achille Murati et de Giuseppe Barbaggi.
Pour échapper définitivement aux anciennes servitudes et aussi pour tirer le profit qu’en tirent d’autres États, il convient de frapper dès que possible, aux armes du royaume, une monnaie de cuivre et d’argent, en quantité suffisante pour couvrir les besoins de la vie courante à l’intérieur du pays. La frappe de la monnaie a lieu au Palais de la Monnaie corse, dans la maison  son neveu Giuseppe Barbaggi, époux en secondes noces de Dionisa, la fille de Clément Paoli, lequel se vit confier le grand dessein de la consulte de Vescovato du 24 mai 1761.
À Zecca : après d’immenses difficultés pratiques, réserves métalliques, création d’un atelier monétaire autonome avec fours, lamineur, presse, découpoir, bains de blanchissement, et le recrutement de personnels spécialisés, la difficulté suprême était de faire graver des jeux de coins de qualité et qui s’usaient vite. On grava donc les jeux pour les pièces de :
20 soldi (argent) = u Ventinu = 1 livre
10 soldi (agent) = u Decinu = ½ livre
4 soldi (billon) = u Quatrinu
2 soldi (billon) = u Duppione
8 denari (billon) = u Baioccu
Le 1 soldo ne sera émis qu’en 1768 à Corte.
Toutes ces pièces furent émises en 1763, millésimées avec les coins de 1762. En effet l’entrée en activité de l’hôtel des monnaies de la Corse eut lieu le 26 février 1763. Un mois plus tard, succès total, on disposait assez d’argent pour verser la solde de la troupe et « tout le monde (dit-on) voulait en détenir ». Ce qui n’est pas du goût du commissaire général de Gènes à Bastia qui annonce des sanctions contre les utilisateurs de « fausse monnaie » qualifiées de « falsifiées et adultérines »… Il faudra inventer de nouveaux impôts et des collectes diverses pour approvisionner en matériaux précieux A Zecca de Murato, dont le fameux « tabernacle » (ostensoir) en argent, de Torino, ainsi qu’un impôt spécial sur le clergé.
La consulte de mai 1761 ayant décidé de frapper les monnaies « aux armes du royaume de Corse », les types de monnaies porteront au droit une « tête de Maure, tournée à dextre, animée (avec yeux), perlée (à pendant d’oreille), colletée (collier de perles), portant tortil (bandeau sur la nuque).
Le premier maître monnayeur fut Pierre Ortosani, payé 4 000 livres par mois. On y décrit un contremaître (Suzzoni), six ouvriers, quatre auxiliaires et un attaché aux écritures.
On a pu compter 22 types de monnaie, mais nous ne connaissons pas l’importance de chaque émission, parfois fort rare comme le 20 soldi de 1762 retrouvé en un seul exemplaire au cabinet impérial de Saint-Pétersbourg. L’expédition de 1767, la conquête de Capraia par Achille Murati entraînera de lourdes dépenses, aggravées encore au lendemain du succès militaire (4 000 livres par mois).
En septembre 1767 prendra fin la production de la monnaie corse à Murato. Les dernières fontes auront lieu les huit premiers jours du mois courant octobre 1767, le transport de la Zecca sur Corte nécessitera 36 convois muletiers conduits par des hommes d’Orezza.
Pourquoi ce déménagement ? L’étau se resserre autour de Murato, les armées françaises s’y installent dès 1768, le couvent étant transformé en hôpital militaire par les troupes royales.
C’est désormais aux environs de Murato que tout se joue : Oletta, Chiesa Nera, Costiera, et Ponte Novu le 9 mai 1769. Barbaggi s’exilera avec Paoli à Londres.

### Époque contemporaine

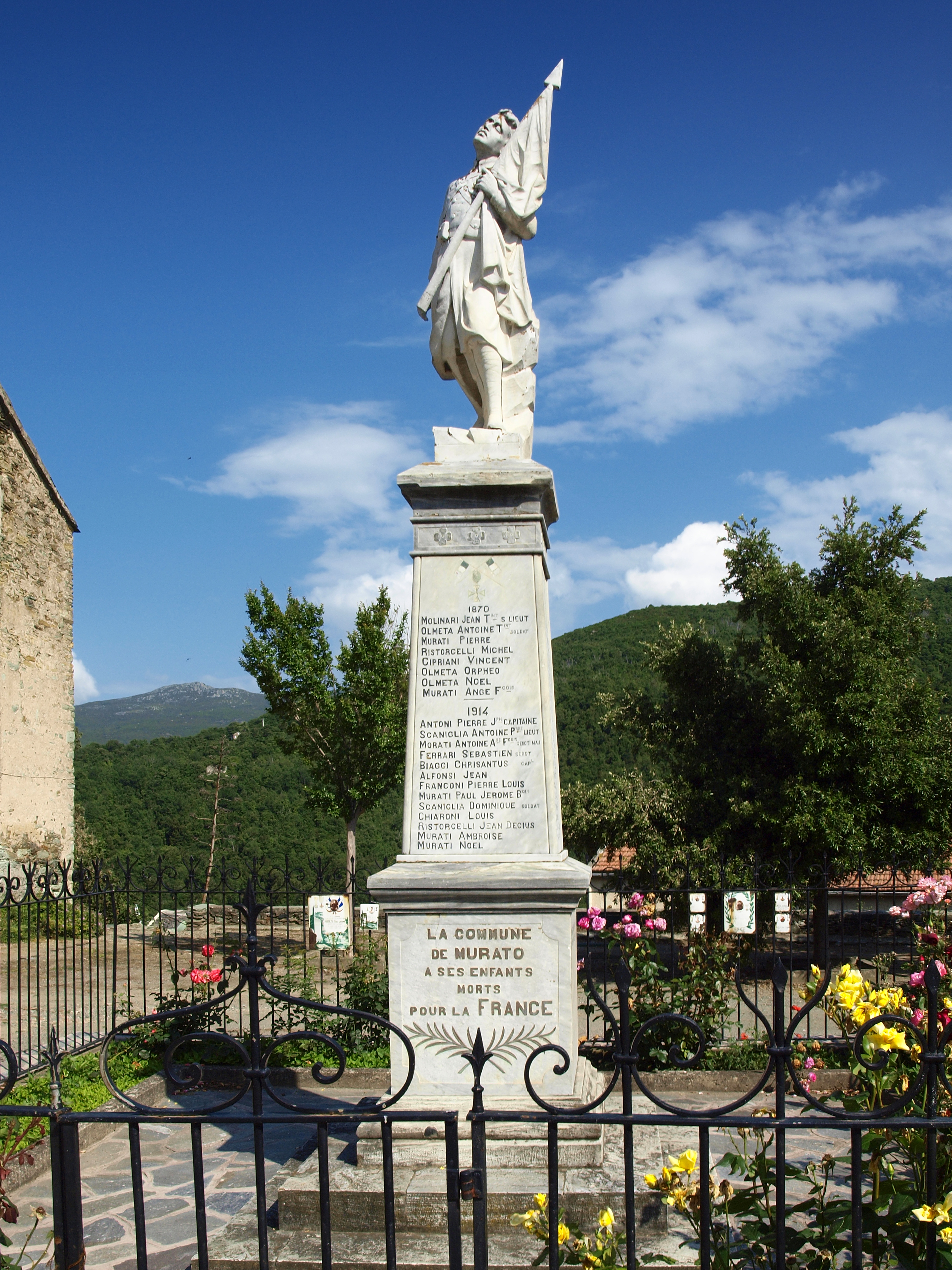
Monument aux morts.

- 1789 : la piève du Bevinco est remplacée par le canton de Murato. Celui-ci est composé des communes de Murato, Piève, Rapale et Rutali.
- 1839 : Prosper Mérimée visite le Nebbio le 1er et 2 octobre. Le premier jour il se rend à Murato avec le sous-préfet de Bastia, Morati, et son épouse. À cette occasion il signale s'être délecté « d'admirables jambons ».
- Depuis 1870, toutes les guerres ont fait payer un lourd tribut à la commune. Sur le monument aux morts sont gravés les noms de ses enfants morts : 1870 : 8, 1896 : 1 (Madagascar), 1914 : 13, 1915 : 22, 1916 : 7, 1917 : 7, 1918 : 11, 1919 : 3 et 1939-1945 : 13, soit au total 85.
- 1971-1973 : Le nouveau canton du Haut-Nebbio est créé avec la fusion imposée des anciens cantons de Lama, Murato et Santo-Pietro-di-Tenda.

## Politique et administration

### Liste des maires
| Période                                  | Période  | Identité                | Étiquette | Qualité  |
| ---------------------------------------- | -------- | ----------------------- | --------- | -------- |
| avant 1981                               | 1983     | LECCIA Jean             | DVG       |          |
| 1983                                     | ?        | RISTORCELLI Francis     | DVG       |          |
| mars 2001                                | En cours | BATTAGLIA Jean-Baptiste | DVG       | Retraité |
| Les données manquantes sont à compléter. |          |                         |           |          |

## Population et société

### Démographie
L'évolution du nombre d'habitants est connue à travers les recensements de la population effectués dans la commune depuis 1800. Pour les communes de moins de 10 000 habitants, une enquête de recensement portant sur toute la population est réalisée tous les cinq ans, les populations de référence des années intermédiaires étant quant à elles estimées par interpolation ou extrapolation. Pour la commune, le premier recensement exhaustif entrant dans le cadre du nouveau dispositif a été réalisé en 2005.

En 2022, la commune comptait 564 habitants, en évolution de −6,16 % par rapport à 2016 (Haute-Corse : +5,15 %, France hors Mayotte : +2,11 %).
| 1800 | 1806 | 1821 | 1831 | 1836 | 1841 | 1846 | 1851 | 1856  |
| ---- | ---- | ---- | ---- | ---- | ---- | ---- | ---- | ----- |
| 474  | 632  | 720  | 673  | 787  | 890  | 922  | 979  | 1 024 |

| 1861  | 1866  | 1872  | 1876  | 1881  | 1886  | 1891  | 1896  | 1901  |
| ----- | ----- | ----- | ----- | ----- | ----- | ----- | ----- | ----- |
| 1 069 | 1 029 | 1 073 | 1 086 | 1 206 | 1 044 | 1 079 | 1 072 | 1 182 |

| 1906  | 1911 | 1921 | 1926  | 1931  | 1936 | 1946  | 1954  | 1962 |
| ----- | ---- | ---- | ----- | ----- | ---- | ----- | ----- | ---- |
| 1 049 | 992  | 959  | 1 022 | 1 013 | 877  | 1 027 | 1 012 | 542  |

| 1968 | 1975 | 1982 | 1990 | 1999 | 2005 | 2006 | 2010 | 2015 |
| ---- | ---- | ---- | ---- | ---- | ---- | ---- | ---- | ---- |
| 538  | 538  | 533  | 565  | 555  | 586  | 590  | 614  | 601  |

| 2020 | 2022 | - | - | - | - | - | - | - |
| ---- | ---- | - | - | - | - | - | - | - |
| 565  | 564  | - | - | - | - | - | - | - |

### Enseignement
L’école du village se compose d'une école maternelle et primaire. Il y a deux classes multi-niveau.

### Santé
Le village est distant de 20 km de l'agglomération bastiaise où se trouvent le centre hospitalier général de Bastia dans le quartier de Paese Novu (hôpital de Falconaja), une clinique (clinique Maymard) en centre-ville, une autre clinique spécialisée en ophtalmologie (clinique Filippi) quartier Saint-Antoine, la clinique Zuccarelli (quartier de Toga) et la polyclinique de Furiani.
Le plus proche médecin se trouve à Rapale distant de 5,7 km. Une pharmacie, des kinésithérapeutes et infirmiers sont installés à Murato.

### Manifestations culturelles et festivités

#### Fêtes et loisirs
- San Michele, la fête patronale est le 8 mai.
- L'église San Michele est le point de départ d'un petit train touristique. Ce train sur pneus permet de découvrir le village qui s'étend de part et d'autre de la route D 5 et longe le Bevinco.
- Il existe à Murato une association communale de chasse agréée (ACCA).

### Sports

#### Randonnées
Un sentier patrimonial nommé « Histoire de pierres et d'eau à Muratu », a pour point de départ le lieu-dit San Michele situé à l'entrée du village.

### Cultes
Le culte catholique est le seul pratiqué à Murato. L'église paroissiale de l'Annonciation (A Nunziata) relève du diocèse d'Ajaccio. En été, des concerts y sont donnés.

## Culture locale et patrimoine

### Lieux et monuments
- Le monument aux morts, érigé sur le parvis de l'église de l'Annonciation, porte le nom des enfants de Murato morts pour la patrie depuis la guerre de 1870. Le tribut est lourd : 85 noms y sont gravés.
- Fontaines et lavoirs anciens. Ils font partie des ouvrages à découvrir en parcourant le sentier patrimonial (boucle du village et de ses alentours).

#### Le Palais de la Monnaie corse
Le Palais de la Monnaie corse est une demeure en pierre et lauze édifiée à partir de 1437 par la famille Morati. Il a été occupé non seulement par Giuseppe Barbaggi, mais également le sous-préfet de Bastia, Tiburzio Morati, qui y a accueilli Prosper Mérimée le 1er octobre 1839. Mérimée signalera, pour l'anecdote, s'y être délecté d’admirables jambons. Le petit-fils de Tiburzio Morati, François de Morati-Gentile, était lui-même par sa mère, petit-neveu de Colomba Carabelli, veuve Bartoli de Fozzano, qui a inspiré le récit de Colomba.
Par une tradition de famille, François de Morati-Gentile tenait de sa grand-tante Colomba et de son aventure l'anecdote suivante : Les Durazzo, ennemis des Bartoli-Carabelli, faisaient construire une tour crénelée devant la maison de leur adversaire. Colomba, sachant le but de cette construction, somma le maçon qui y travaillait de n'avoir pas à continuer. L'ouvrier passa outre. Colomba descendit alors dans son jardin attenant à la tour et se mit à allaiter son enfant après avoir caché un fusil sous une meule de foin. Elle répéta son injonction au maçon et finalement lui lâcha son coup. Elle replaça tranquillement l'arme sous le foin et continua à allaiter le bébé. On accourut au bruit de la détonation ; le maçon blessé fut chevaleresque et la gendarmerie intervenue ne comprit goutte à l'affaire. Colomba Carabelli eut connaissance vers 1854 du livre qui avait inspiré son nom et n'en fut nullement choquée.

#### Les ponts génois
Murato possède 3 ponts génois :

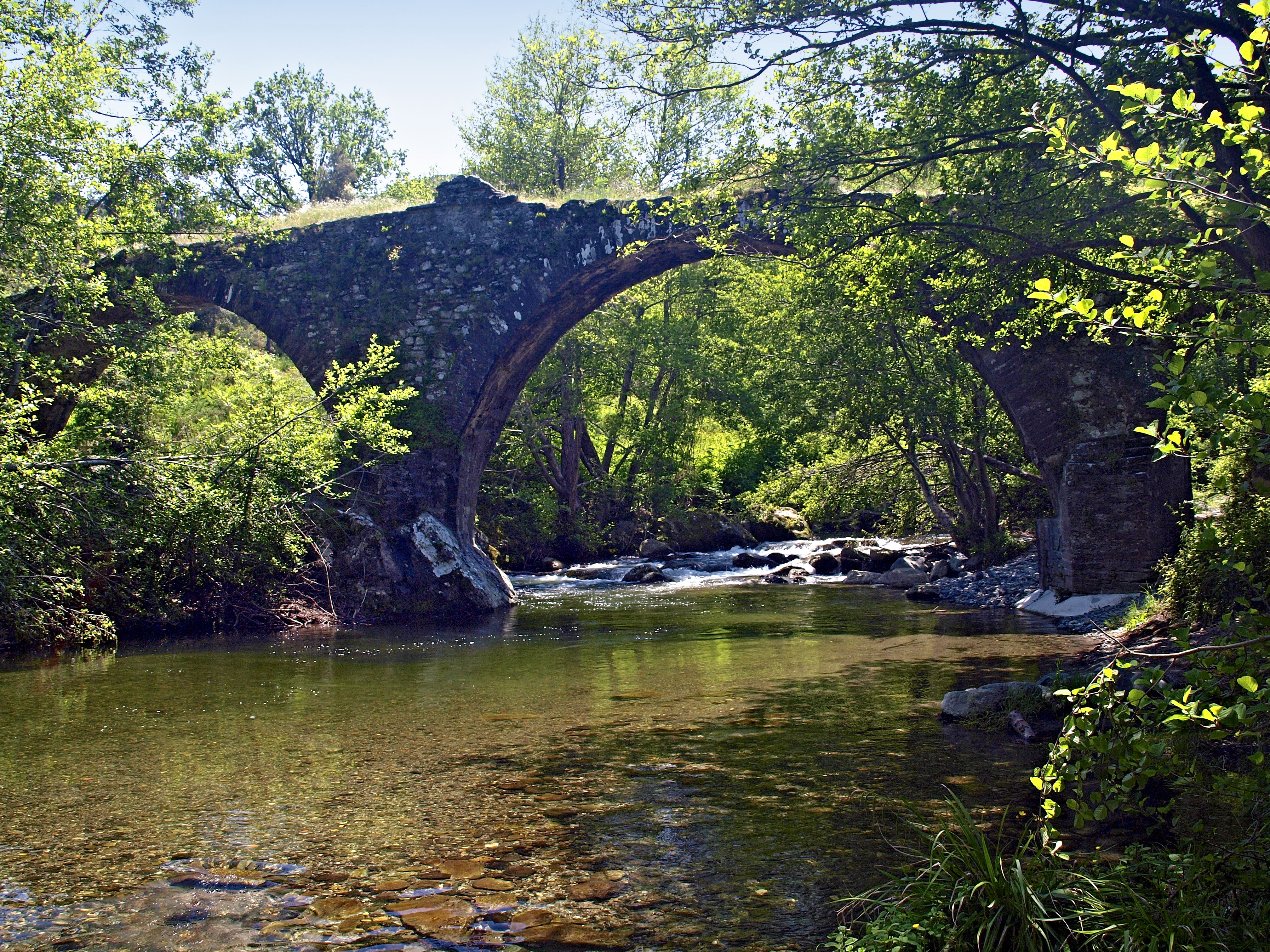
Pont de Torreno.

- le pont de Torreno, pont à trois arches à une cinquantaine de mètres en amont du pont de la route D82 sur le Bevincu à 317 m d'altitude. Cet ouvrage a la particularité d'avoir ses trois piles construites sur une commune différente : Olmeta-di-Tuda, Murato et Rutali.
- Toujours sur le Bevinco, en amont du village à 493 m d'altitude, le 1er pont de Santa-Lucia se trouvant à 150 m sous la D 5 à la sortie Ouest du village, et
- Plus en amont à 527 m d'altitude, le 2e pont de Santa-Lucia à moins de 50 m et en contrebas de la D 5. Il est aussi appelé pont de la Croix des 4 vents car il est situé au pied de la croix aux 4 vents.

#### L'église San Michele

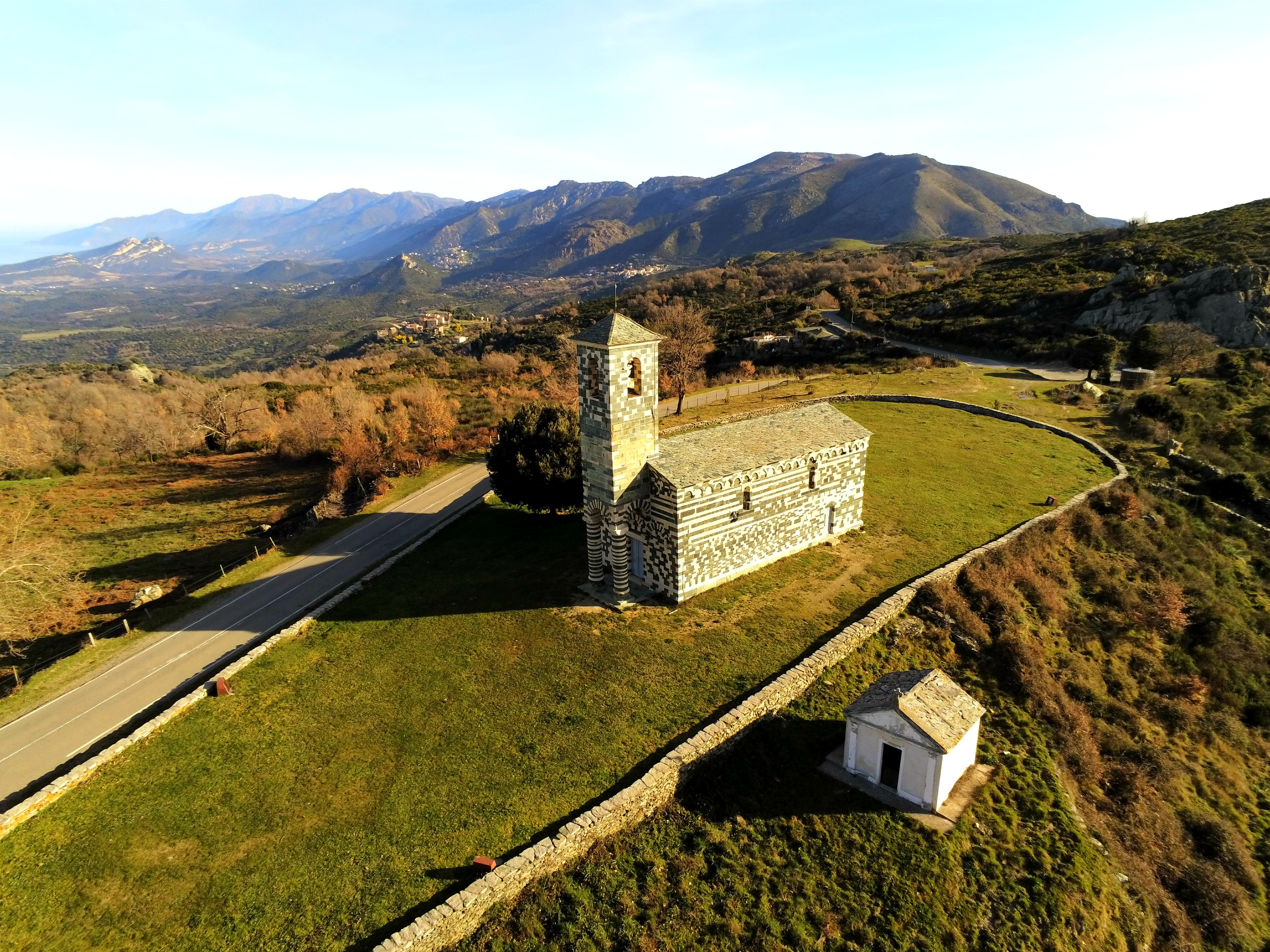

San Michele est une petite église d'architecture romane, l'une des plus belles de Corse. Elle se situe à l'entrée du village en venant du col de Santo Stefano.

#### Église de l'Annonciation
L'église de l'Annonciation (A Nunziata) située quartier Couvento, a été récemment restaurée. Édifiée au XVIIIe siècle, l'église est accolée à l’ancien couvent construit en 1615 par des franciscains récollets. Pour faire du couvent son quartier général entre 1755 et 1767, Pascal Paoli en chassa les occupants car les moines étaient proches des Génois et étaient peu sensibles à ses idées.

#### Église Saint-Jean l'Évangéliste
L'église Saint-Jean l'Évangéliste (San Giovanni Evangelista) (XVIe siècle ?), se trouve au quartier éponyme. Au début du XVIIe siècle, elle était co-paroisse avec l'église San Michele. Elle a la particularité d'avoir un clocher triangulaire. Elle est située sur le sentier patrimonial qui fait la boucle du village et de ses alentours.
- La chapelle Saint-Roch (San Roccu) se situe à l'ouest du village. Elle se trouve également sur le sentier patrimonial qui fait la boucle du village et de ses alentours.

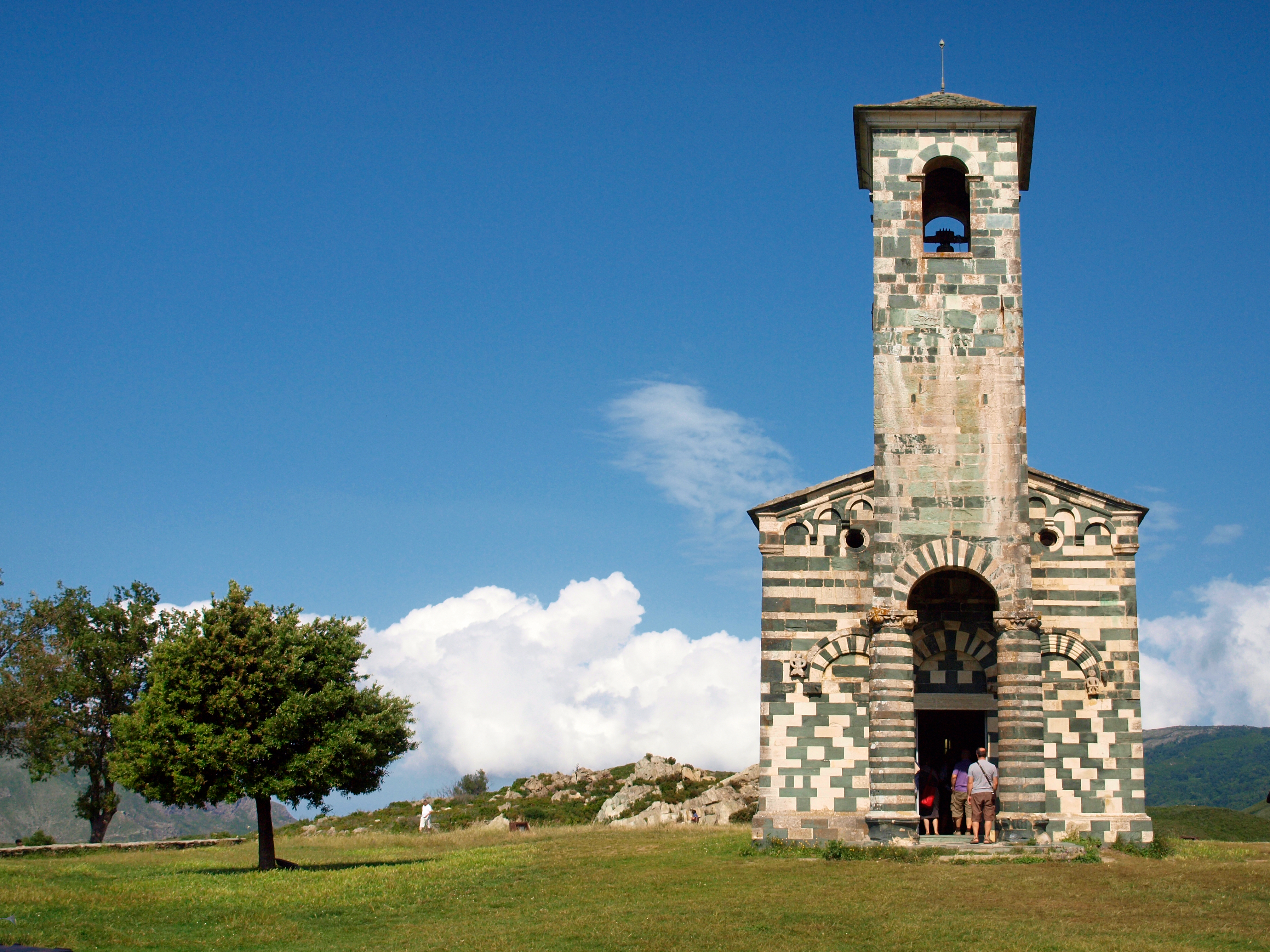
Église San Michele.
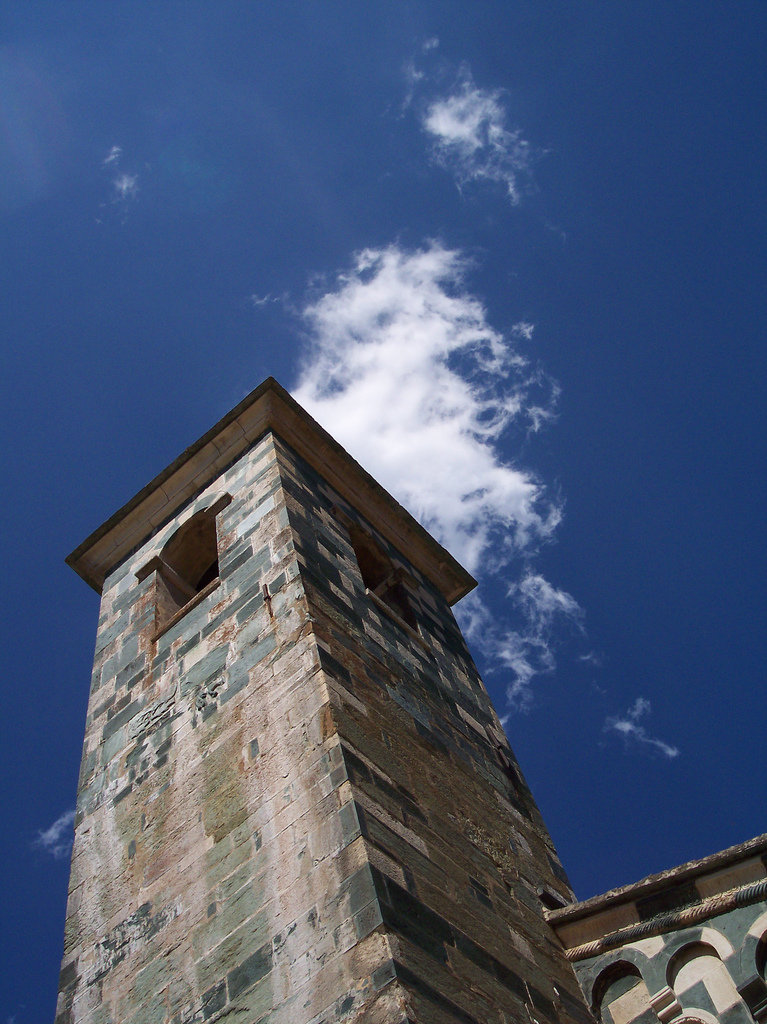
Clocher de l'église San Michele.
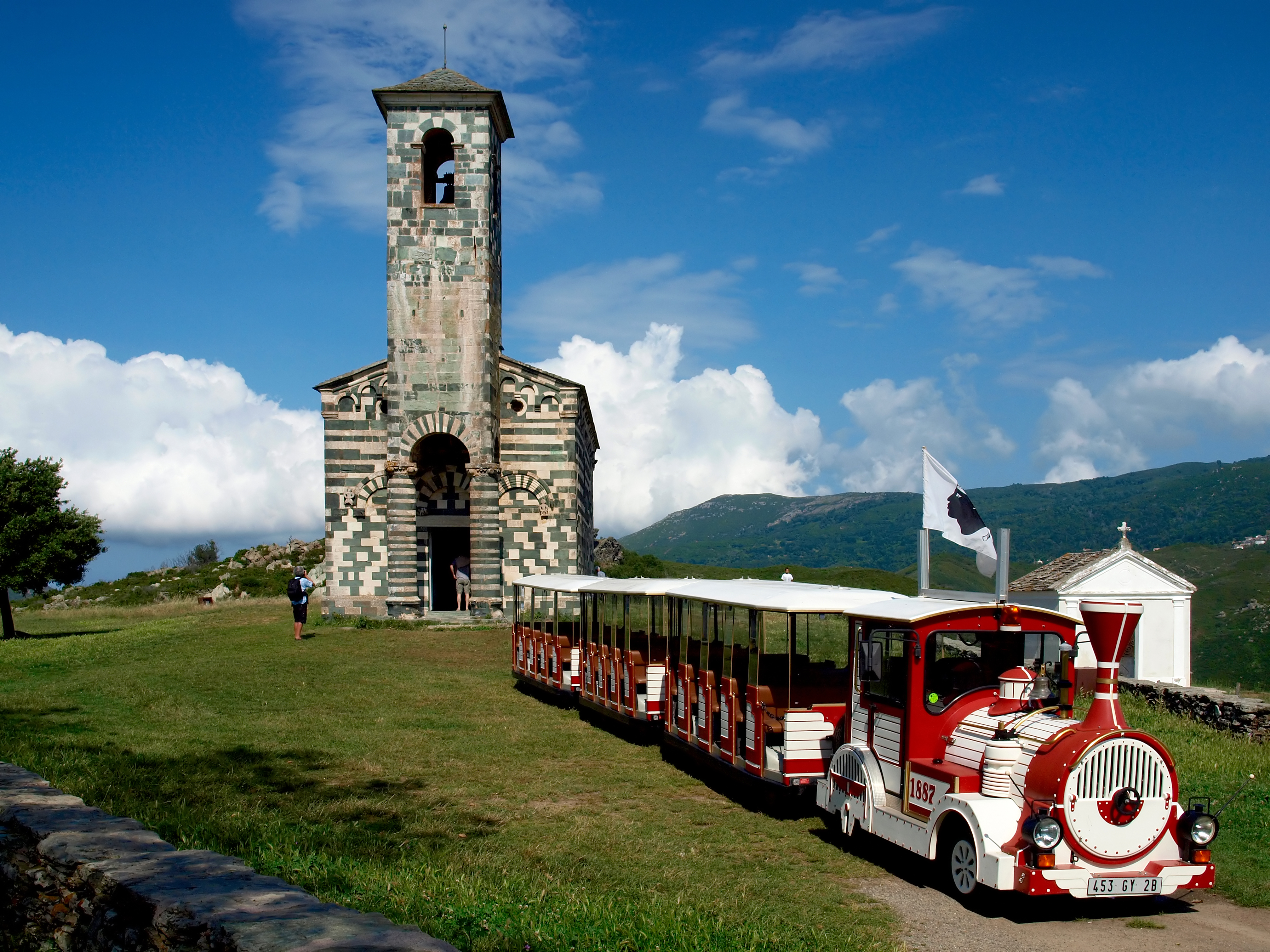
Église San Michele.
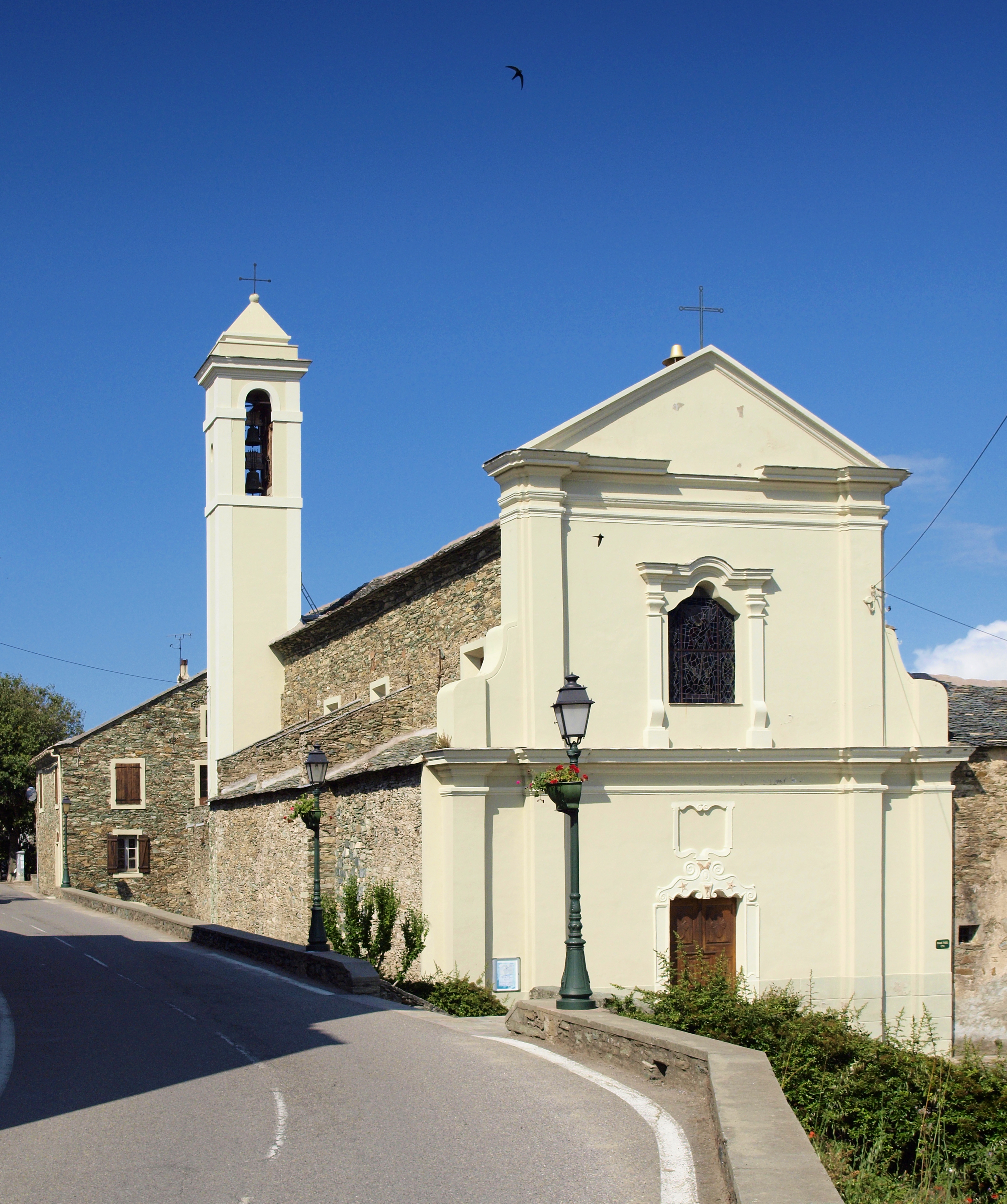
Église A Nunziata.
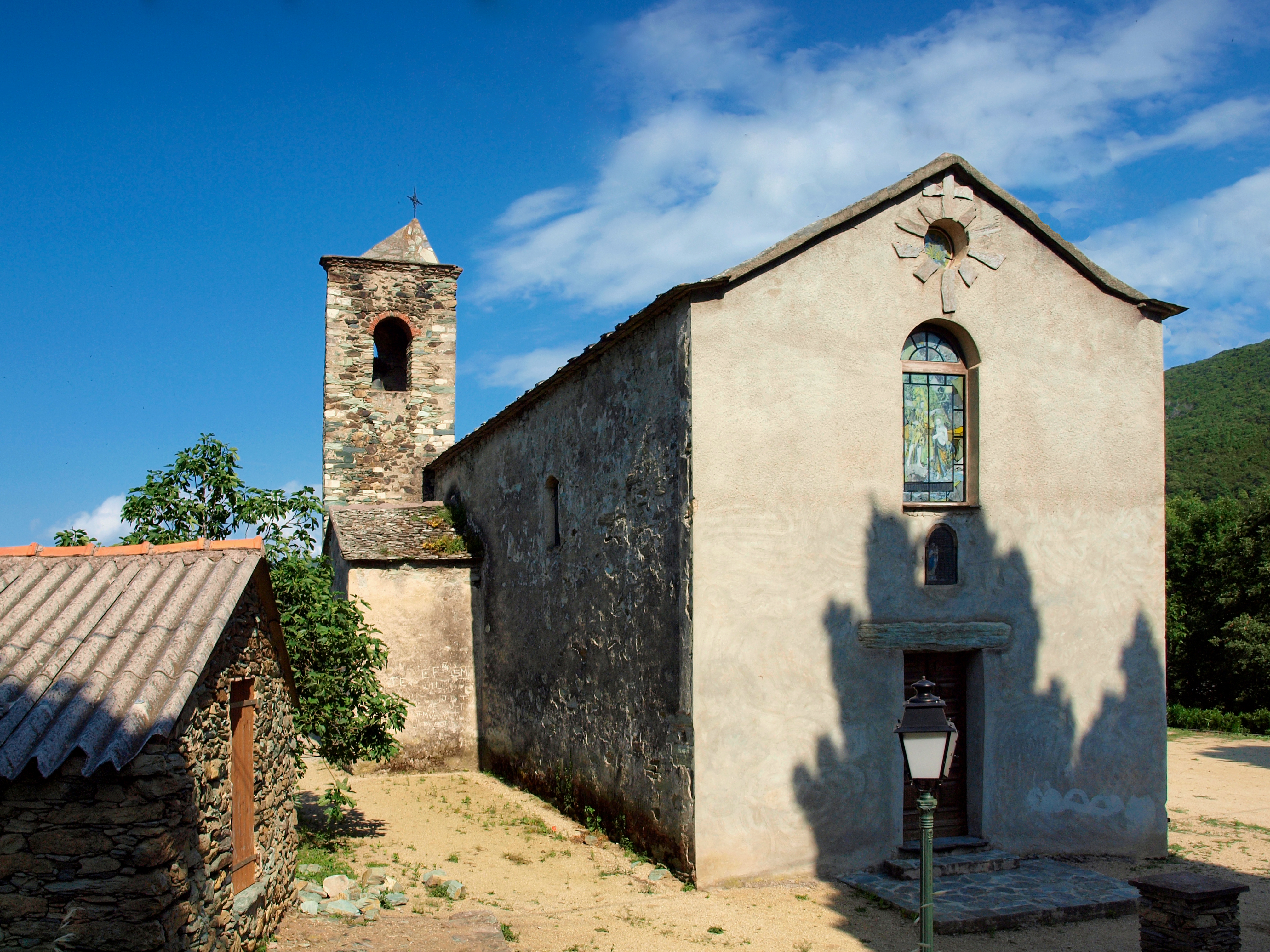
Église San Giovanni Evangelista.

### Patrimoine culturel

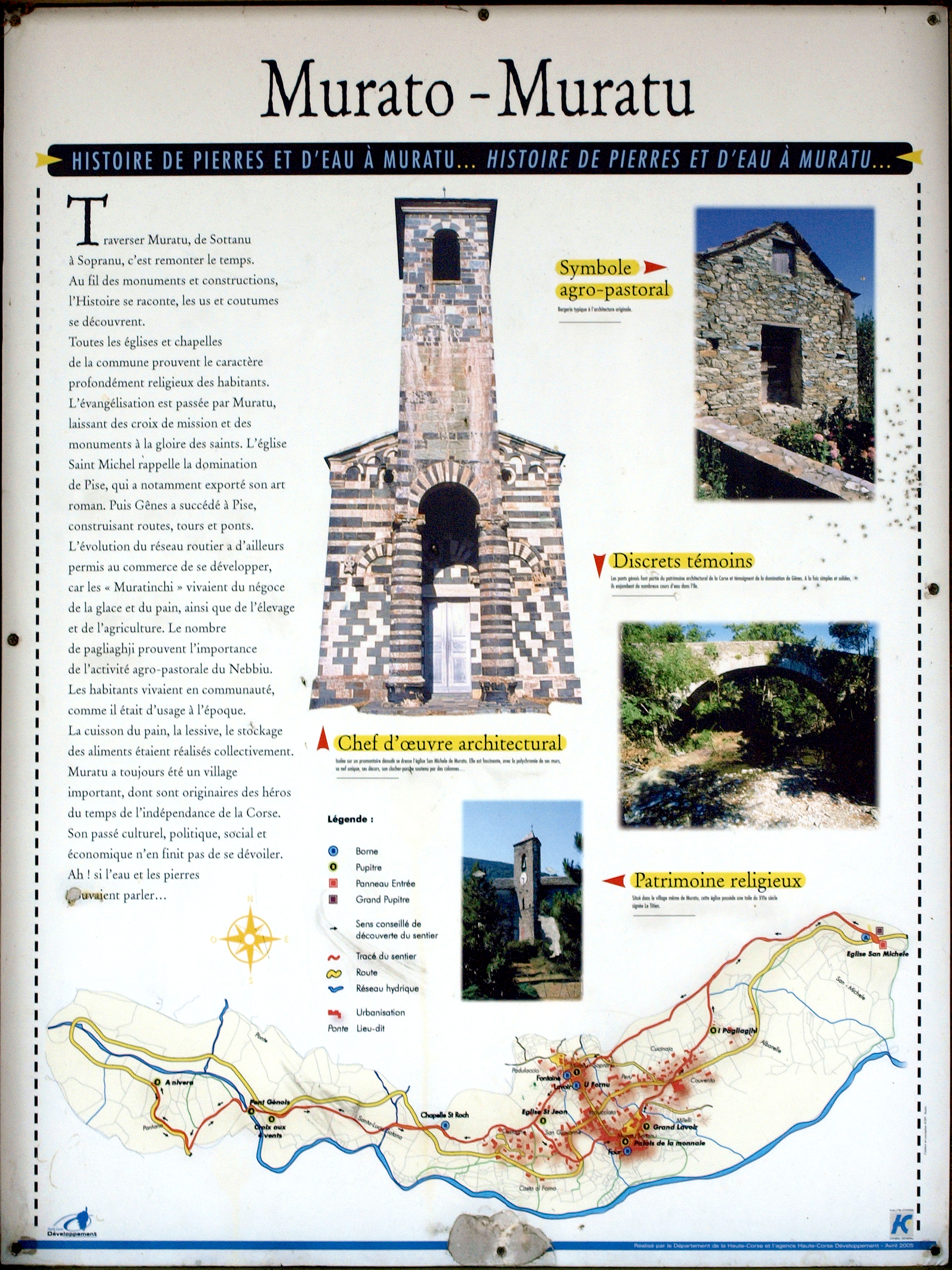
Sentier « Histoire de pierres et d'eau à Muratu ».

Il existe un sentier patrimonial, « Histoire de pierres et d'eau à Muratu », dont le point de départ est situé au lieu-dit San Michele.

### Patrimoine naturel

#### ZNIEFF
Murato est concernée par une zone naturelle d'intérêt écologique, faunistique et floristique de 2e génération :
Crêtes Mont Asto Mont St Angelo
Situé dans le nord de l'île, le massif du Tenda assure la transition entre la chaîne du Cap Corse et celle de San Petrone en Castagniccia. La zone concerne neuf communes. Les crêtes du Tenda apparaissent très dénudées avec une végétation arborescente pratiquement absente. Les causes sont principalement liées à la déforestation pour la mise en culture de terrasses. Celles-ci sont encore bien visibles.

#### Natura 2000
Sites d'Intérêt Communautaire (Dir. Habitat)
Massif du Tenda et forêt de Stella
La commune abrite un Site d'intérêt communautaire (SIC) de la directive « Habitats, faune, flore », d'une superficie de 3 055 ha, inscrit à l'Inventaire national du patrimoine naturel sous la fiche FR9400598 - Massif du Tenda et forêt de Stella.

### Personnalités liées à la commune
- Achille Murati: lieutenant de l'armée de Pasquale Paoli
- Jean Canavaggio : biographe et spécialiste de Cervantès
- Giuseppe Fieschi : anarchiste
- Raúl Leoni : président de la République du Venezuela de 1964 à 1969. Son adversaire aux présidentielles de 1963 était Pietri, originaire du Cap Corse
- Tiburzio Morati : sous-préfet de Bastia
- Sixte Ugolini : bâtonnier de Marseille
- Marcel Bianchi : guitariste

### Héraldique
| Blason de Murato | Blason  | D'azur à l'église d'argent.                      |
| Blason de Murato | Détails | Le statut officiel du blason reste à déterminer. |